# Stazione di Spilimbergo
La stazione di Spilimbergo era una stazione ferroviaria posta al km 18 della linea ferroviaria Gemona del Friuli-Casarsa. Si trova nel centro del paese di Spilimbergo.

## Storia

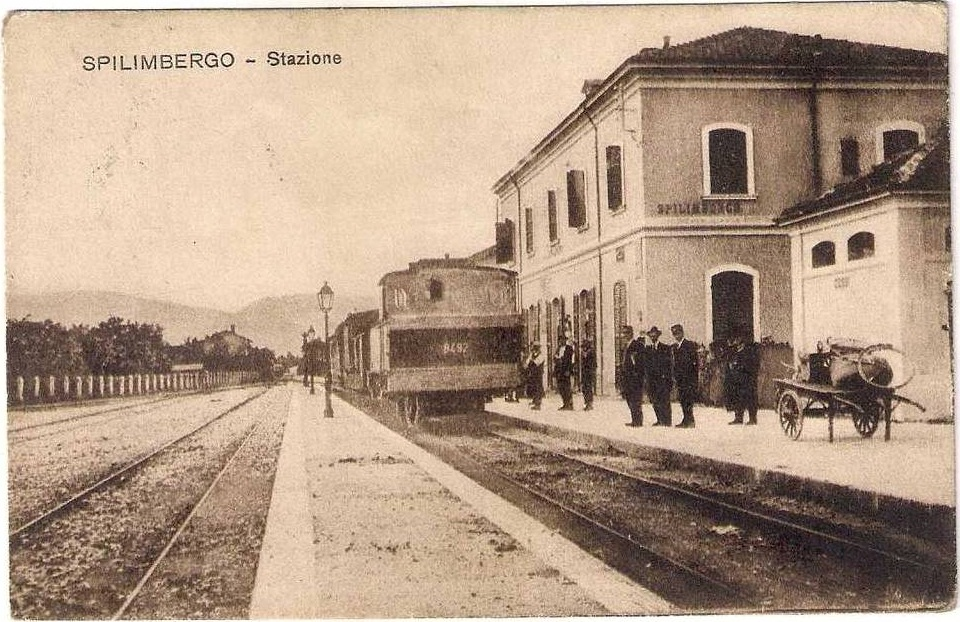
La stazione in una cartolina d'epoca, con una locomotiva a vapore sul primo binario

La stazione venne inaugurata in concomitanza con l'apertura al servizio del troncone proveniente da Casarsa il 12 gennaio 1893.
La stazione venne soppressa a causa della chiusura del tronco Pinzano-Casarsa nel 1967 al traffico passeggeri e definitivamente nel 1987 al traffico merci. Al 2021 l'ex area ferroviaria risulta ancora essere di proprietà di Rete Ferroviaria Italiana.

## Strutture e impianti
La stazione disponeva di 3 binari di cui due serviti da banchina mentre il terzo era di scalo. Vi erano inoltre un fabbricato viaggiatori e di un edificio per i servizi igienici. Era assente lo scalo merci.
La zona dove si trovavano banchine e binari è stata totalmente asfaltata per lasciar spazio all'autostazione per gli autobus. Ai lati del piazzale, si notano ancora i binari avvolti dalla vegetazione. Inoltre, ci sono ancora i tipici lampioni delle stazioni e la toilette, con le porte murate.

## Servizi
La stazione disponeva di:
- Biglietteria a sportello
- Sala d'attesa
- Servizi igienici